# Doom 64
Doom 64 — це гра-шутер від першої особи від компанії Midway Games. Вперше вона була випущена для Nintendo 64 у 1997 році, як друга гра-спін-офф у серії Doom після Final Doom (1996), і четверта гра в серії загалом. Ремастерований порт був розроблений студією Nightdive Studios і виданий Bethesda Softworks для Nintendo Switch, PlayStation 4, Windows і Xbox One у березні 2020 року, а також для Stadia у травні 2020 року.
Doom 64 розроблялася з 1994 року студією Midway Studios у Сан-Дієго під керівництвом id Software, головного розробника франшизи Doom, і мала попередню назву Doom: The Absolution. Вона має кастомізовану версію рушія Doom, що уможливлює нові види геометрії рівнів та динамічне кольорове освітлення. Вона має нову спрайт-графіку для зброї та монстрів.
Вона отримала позитивні відгуки від критиків, які високо оцінили її графіку, дизайн рівнів, саундтрек і загальну атмосферу, а деякі критикували відсутність нових елементів геймплея порівняно з попередніми іграми серії. Вона стала культовою завдяки кільком фанатським портам та модам для ПК.

## Гемплей

Демон наближається до гравця з бензопилою на першого рівні..

Ігровий процес Doom 64 подібний до попередніх ігор серії Doom. Гравець повинен пройти 28 сюжетних рівнів (і 4 секретні рівні), борючись з демонами, збираючи зброю і ключі та активуючи перемикачі, щоб дістатися до виходу з рівня, виживаючи в смертельних засідках і пастках. Рушій Doom та елементи геймплею були кастомізовані, а всі візуальні ресурси, такі як графіка зброї та монстрів, є унікальними для Doom 64.

### Зброя
Присутня вся зброя з Doom II, але з новими спрайтами та звуковими ефектами. Бензопила має два леза замість одного, кулаки мають закривавлені рукавички замість кастетів, плазмовий пістолет має електричне ядро, яке видає звук іскри, ракетниця має невелику віддачу, рукоятка заряджання дробовика знаходиться на руків'ї, а не під стволом, а двоствольний дробовик «Супер» перезаряджається швидше і викликає віддачу.
Нова зброя під назвою Unmaker, яка є зброєю сканування влучень, але виглядає як снаряд, використовує ті ж самі боєприпаси, що й плазмова зброя та BFG 9000. Вона з'явилася в Біблії Doom в 1992 році, і була запланована для оригінальної гри Doom в 1993 році, але так і не з'явилася. Його поява в Doom 64 — єдина офіційна поява до Doom Eternal, в якій він пишеться як «Unmaykr». Завдяки силі трьох стародавніх артефактів, знайдених у грі, він стає потужнішим, стріляючи трьома лазерними променями (з більшою швидкістю, ніж за замовчуванням) замість одного. Перший артефакт збільшує швидкість лазера, другий артефакт додає другий лазер, а третій артефакт дозволяє зброї стріляти трьома лазерами одночасно, які можуть автоматично цілитися окремо один від одного, що дозволяє зброї атакувати трьох різних ворогів одночасно з величезною кількістю швидкої шкоди.

## Сюжет
Після успіху морського піхотинця Doom Marine у запобіганні Пеклу в Doom, Doom II: Пекло на Землі та в сюжетній лінії Final Doom, планетарна політика встановлює карантин для дослідницьких установок США з апокаліптичним рівнем радіації. Роками установки стояли нерухомо і занедбані, аж поки давно забутий супутник, що стежив за однією з них, ледь функціонуючи через багаторічне перебування під високим рівнем радіації, не надсилає повідомлення на Землю.
У повідомленні йдеться про те, що одна істота, яка володіє величезними здібностями до омолодження і маскується екстремальними рівнями радіації, уникла виявлення у своєму скаліченому стані. Ця істота систематично перетворювала гниючі трупи на зіпсовану живу тканину, воскрешаючи демонів.
Як єдиного досвідченого вцілілого в епізодах «Приречення», морпіха відправляють наодинці знищити їх. Пізніше він розуміє, що демони спланували це, після того, як він несвідомо дозволив заманити себе назад у Пекло. Демони не в змозі перемогти його, і разом із Знищувачем він врешті-решт бореться з Матір'ю-Демоном і вбиває її. Гра закінчується тим, що морпіх, який після зустрічі з пекельними силами більше не може жити нормальним життям, вирішує залишитися в пеклі назавжди, щоб жоден демон більше ніколи не повстав.
У ремастері Lost Levels 2020 року історія продовжується, оскільки виявилося, що у Материнського Демона є сестра на ім'я «Воскреситель». Вона виганяє морпіха назад на Фобос, змушуючи його пробиватися назад до пекла, щоб зупинити демонів. Вона розгалужує сюжетну лінію між оригінальними іграми з перезапуском Doom і Doom Eternal 2016 року.

## Розробка
Doom 64 була розроблена компанією Midway Games у своїй студії в Сан-Дієго. id Software, основний розробник франшизи Doom, керував проектом. Розробка почалася наприкінці 1994 року. Попередню назву The Absolution було змінено на Doom 64 для впізнаваності бренду, а також повторно використано як назву останнього рівня.  Midway хотіла включити всіх демонів з оригінальних ігор і кілька додаткових рівнів у кінцевий продукт, але обмеження термінів і обсягу пам'яті картриджів Nintendo 64 Game Pak змусили їх виключити ці рівні і кількох демонів.  Midway заявила, що багатокористувацький режим не був включений, тому що Nintendo не надала необхідних ресурсів для багатокористувацького програмування. Midway обґрунтувала своє рішення нібито уповільненням роботи під час багатокористувацького режиму в інших іграх на консолі, а також змагальним характером режиму. Представник Midway заявив: "Всім відомо, що найкраща частина багатокористувацької гри — це не знати, де знаходиться твій суперник, а з розділеним екраном на чотирьох гравців кожен може легко бачити, де знаходяться його опоненти.
Оточення було побудовано на основі 3-вимірних полігональних моделей, а вороги були створені шляхом попереднього рендерингу спрайтів за допомогою робочих станцій SGI. Кошмарний Біс спочатку розроблявся для версії Doom для PlayStation і з'явився в майже завершеній бета-версії гри, але був видалений перед самим релізом з невідомих причин. Натомість він дебютував у Doom 64.
Doom 64 була запланована як перша гра для Північної Америки, але незадовго до дедлайну id Software висловила незадоволення дизайном багатьох рівнів, тож Midway відклала гру до квітня 1997 року, переробивши дизайн рівнів. Нещодавнє рішення Nintendo вилучити можливість переїжджати тварин з версії Cruis'n USA для Nintendo 64 викликало занепокоєння щодо можливості цензури Doom 64, але віце-президент Midway з програмного забезпечення Майк Еббот заявив, що Nintendo не висловлювала жодних занепокоєнь з приводу насильницького змісту гри. Він зазначив, що Cruis'n USA сприймалася громадськістю як сімейна гра, в той час як серія Doom була орієнтована на зрілих геймерів, тому насильство в ній не викликало занепокоєння.
Музику та звукові ефекти написав Обрі Ходжес (Aubrey Hodges), який двома роками раніше створив оригінальні звукові ефекти та музику для версії для PlayStation. Команда оригінальної Doom 64 працювала над потенційним продовженням під назвою Doom Absolution, призначеним лише для двокористувацьких смертельних поєдинків, невдовзі після виходу першої гри, але скасувала його. Оскільки id Software була вражена роботою команди над Doom 64, їх призначили на версію Quake для Nintendo 64.
Midway Home Entertainment відвантажила Doom 64 29 березня 1997 року, реліз відбувся 4 квітня.
До моменту виходу Doom 64 оригінальна Doom була конвертована майже на кожну платформу, здатну її запустити. Критики зійшлися на думці, що Doom 64 був найкрасивішою грою Doom на сьогоднішній день, перевершивши навіть версію для ПК. Вони були в захваті від дизайну рівнів, вважаючи його вигадливим і набагато складнішим, ніж в оригінальній Doom. Критик з Next Generation зауважив, що "навіть найдосвідченішим фанатам Doom буде непереливки. А натискання дверних вимикачів часто призводить до того, що цілі кімнати переставляються і складаються в нові форми.
Однак більшість рецензентів зазначили, що нової графіки та рівнів недостатньо для того, щоб гра не виглядала ще одним портом оригінальної Doom. Пір Шнайдер з IGN підсумував: «Не помиліться, це найкраще оновлення Doom на сьогоднішній день — але якщо ви до смерті загралися у версії для PC, PSX, SNES, Mac, Saturn і т. д., то можете обійтися і без цього». GamePro не погодився з більшістю, заявивши, що «Doom 64 наповнює перевірену формулу коридорного шутера новим життям, додаючи ще один складний, інтенсивний досвід, який демонструє можливості системи». Вони оцінили гру на 5.0 з 5 у всіх чотирьох категоріях: графіка, звук, управління та фактор розваг. Шон Сміт з Electronic Gaming Monthly, натомість, розцінив відсутність удосконалень у базовому геймплеї Doom як позитив: "Дехто з вас, можливо, захоче побачити, як ваш морський піхотинець стрибає або плаває під водою. Пуристи не захочуть, щоб ці функції були додані, тому що Doom не про це. Мушу погодитися з пуристами.
Більшість критиків похвалили музичний супровід гри за його атмосферний ефект. Шнайдер і GamePro були задоволені тим, наскільки добре працює аналогове управління, але Джефф Герстманн з GameSpot сказав, що воно не працює, і сказав про гру в цілому: «На папері Doom 64 звучить краще, ніж оригінал коли-небудь міг сподіватися, але кінцевий результат більше схожий на бастардизацію оригіналу». Порівнюючи гру з сучасним шутером для Nintendo 64 Turok: Dinosaur Hunter, Шнайдер і GamePro відзначили, що Doom 64 має меншу свободу досліджень і глибину управління, але є більш напруженою і «наповненою тривогою»
Doom 64 стала культовою завдяки численним фанатським портам для ПК, сумісним з WAD-файлами для ПК. Найвідомішими з них є Doom 64 TC (2003) — масивний спільний фанатський порт для ПК під керівництвом Семюеля Віларреала, який додав численні варіанти ворогів і рівні; і Doom 64 EX (2008) — порт вихідного коду, що відтворює оригінальний досвід, створений Віларреалом, який працював над Doom 64 TC і портом Doom 64 для Nintendo DS. Патрік Клепек з Kotaku описав її як найбільш недооцінену гру Doom. Інші хвалили гру за одні з найкращих і найунікальніших дизайнів рівнів, а також за її темніший і зловісніший тон, що контрастує з інтенсивною та агресивною дією оригінальної Doom.

## Рецепція
До моменту виходу Doom 64 оригінальна Doom була конвертована майже на кожну платформу, здатну її запустити. Критики зійшлися на думці, що Doom 64 є найкрасивішою грою Doom на сьогоднішній день, перевершуючи навіть версію для ПК. Вони були в захваті від дизайну рівнів, вважаючи його творчим і набагато складнішим, ніж в оригінальному Doom. Критик Next Generation зауважив, що "навіть найдосвідченішим фанатам Doom доведеться потрудитися, щоб розібратися. А натискання дверних вимикачів часто призводить до того, що цілі кімнати переставляються і складаються в нові форми.
Однак більшість рецензентів заявили, що нової графіки та рівнів недостатньо для того, щоб гра не виглядала ще одним портом оригінального Doom. Пір Шнайдер з IGN підсумував: «Не помиліться, це найкраще оновлення для Doom на сьогоднішній день — але якщо ви до смерті загралися у версії для PC, PSX, SNES, Mac, Saturn тощо, то можете обійтися і без цього». GamePro не погодився з більшістю в цьому питанні, заявивши, що «Doom 64 наповнює перевірену формулу коридорного шутера новим життям, додаючи ще один складний, інтенсивний досвід, який демонструє можливості системи». Вони оцінили гру на 5.0 з 5 у всіх чотирьох категоріях: графіка, звук, управління та фактор задоволення. Шон Сміт з Electronic Gaming Monthly натомість розцінив відсутність удосконалень у базовому геймплеї Doom як позитив: «Дехто з вас може захотіти побачити, як ваш космічний морський піхотинець стрибає навколо або плаває під водою. Пуристи не захочуть, щоб ці функції були додані, тому що Doom не про це. Мушу погодитися з пуристами».
Більшість критиків хвалили музичний супровід гри за його атмосферний ефект. Шнайдер і GamePro були задоволені тим, як добре працює аналогове управління, але Джефф Герстманн з GameSpot сказав, що воно не працює, і сказав про гру в цілому: "На папері Doom 64 звучить краще, ніж оригінал, але кінцевий результат більше схожий на бастардизацію оригіналу. Порівнюючи гру з сучасним шутером для Nintendo 64 Turok: Dinosaur Hunter, Шнайдер і GamePro відзначили, що Doom 64 має меншу свободу досліджень і глибину управління, але є більш напруженою і "наповненою тривогою.
Doom 64 стала культовою, з численними фанатськими портами для ПК, сумісними з WAD-файлами для ПК. Найвідомішими з них є Doom 64 TC (2003) — масивний спільний фанатський порт для ПК під керівництвом Семюеля Віларреала, який додав численні варіанти ворогів і рівні; і Doom 64 EX (2008) — порт вихідного коду, який відтворює оригінальний досвід, створений Віларреалом, який працював над Doom 64 TC і портом Doom 64 для Nintendo DS. Патрік Клепек з Kotaku назвав її найбільш недооціненою грою Doom. Інші хвалили гру за одні з найкращих і найунікальніших дизайнів рівнів, а також за її темніший і зловісніший тон на відміну від інтенсивної та агресивної дії оригінальної Doom.
| Aggregator   | Score                               |
| ------------ | ----------------------------------- |
| GameRankings | N64: 73 %                           |
| Metacritic   | NS: 76/100 PS4: 75/100 XONE: 77/100 |

| Publication               | Score               |
| ------------------------- | ------------------- |
| Electronic Gaming Monthly | 7.5/10              |
| GameSpot                  | 4.8/10              |
| IGN                       | 7.4/10              |
| N64 Magazine              | 80 % (US) 77 % (UK) |
| Next Generation           |                     |
| Nintendo Life             | NS: 8/10            |
| Nintendo World Report     | NS: 8.5/10          |
| Maniac [de]               | 88/100              |

## Перевидання
Версії Doom 64 для ПК, Nintendo Switch, PlayStation 4 та Xbox One від Nightdive Studios вийшли 20 березня 2020 року, а для Stadia — 12 травня 2020 року. Вони були включені як бонус до попередніх замовлень Doom Eternal, яка вийшла майже одночасно.
Перевидання містить доповнення The Lost Levels, додаткові місії, призначені «для з'єднання „старої“ Doom з „новою“ Doom». Морпіх Doom вигнаний з пекла Воскресителькою, сестрою Материнського Демона, і повинен пробитися назад у пекло, щоб вбити цю істоту.